# クインツァーノ・ドーリオ
クインツァーノ・ドーリオ（伊: Quinzano d'Oglio）は、イタリア共和国ロンバルディア州ブレシア県にある、人口約6,100人の基礎自治体（コムーネ）。

## 地理

### 位置・広がり

#### 隣接コムーネ
隣接するコムーネは以下の通り。括弧内のCRはクレモナ県所属を示す。
- ボルドラーノ (CR)
- ボルゴ・サン・ジャーコモ
- カステルヴィスコンティ (CR)
- コルテ・デ・コルテージ・コン・チニョーネ (CR)
- ヴェロラヴェッキア

### 地震分類
イタリアの地震リスク階級 (it) では、3 に分類される
。